# Murphy Report
Het Murphy Report zijn de openbaar gemaakte resultaten van een diepgaand onderzoek naar seksueel misbruik van kinderen door geestelijken van de Ierse rooms-katholieke kerkprovincie.

## Achtergrond
Het onderzoek dat ten grondslag ligt aan het rapport werd opgestart naar aanleiding van het televisieprogramma Cardinal Secrets, dat werd uitgezonden door de nationale omroep RTE in oktober 2002. Het programma ging over kinderen die seksueel misbruikt waren door geestelijken in het aartsbisdom Dublin en waarbij klachten structureel genegeerd werden door de hogere echelons binnen de Kerk en zelfs genegeerd werden door de politie.
Als reactie op de publieke verontwaardiging kwam er speciale wetgeving, de "Commission of Investigation Act 2004" die speciale onderzoeksbevoegdheden gaf aan de in maart 2006 in het leven geroepen "Commission of Investigation, Dublin Archdiocese". De voorzitter van deze commissie was rechter Yvonne Murphy. Oorspronkelijk zou de commissie onderzoek doen naar het seksueel misbruik door een aantal priesters in het bisdom Dublin en moest binnen 18 maanden met de resultaten van haar onderzoek komen, maar er waren zoveel beschuldigingen en bewijzen rondom de 46 onderzochte priesters dat de commissie extra tijd kreeg voor haar onderzoek. De commissie deed geen poging om te onderzoeken of de beschuldigde priesters zich daadwerkelijk hadden vergrepen aan de kinderen, maar het onderzoek richtte zich vooral op hoe de kerkelijke en staats-autoriteiten om waren gegaan met meldingen en klachten over seksueel misbruik

## Voorkomen van schandalen
Het rapport werd openbaar gemaakt op 26 november 2009. Het onafhankelijke onderzoek was uitgevoerd in opdracht van de Ierse regering om na te gaan of en in welke mate de katholieke Kerk meldingen van misbruik had genegeerd om schandalen binnen de Kerk te voorkomen. Het rapport richtte zich op meldingen van seksueel misbruik binnen het aartsbisdom van Dublin in de periode van 1975 tot 2004.
De voornaamste conclusie was dat het aartsbisdom zich vooral gelegen was om schandalen te voorkomen. Tot in ieder geval het midden van de jaren negentig was geheimhouding en het voorkomen van schandalen belangrijker dan het opvangen van de slachtoffers of het voorkomen van nieuwe gevallen van misbruik. Het aartsbisdom ging voorbij aan de eigen bestaande regels binnen het kerkelijk recht, en de landelijke wetgeving werd ook niet toegepast. In het 720 pagina's tellende rapport staat dat er geen twijfel over bestaat dat seksueel misbruik door geestelijken in de doofpot is gestopt. Klachten van slachtoffers en hun ouders werden genegeerd en het beschermen van de daders was belangrijker dan het opkomen voor de slachtoffers en/of het voorkomen dat nieuwe slachtoffers zouden vallen.
In sectie 1.32 van het rapport staat o.a. te lezen dat een van de gevolgen van het obsessief najagen van geheimhouding en het voorkomen van schandalen was dat tot ten minste 1996 opeenvolgende aartsbisschoppen en bisschoppen van Dublin geen aangifte deden tegen geestelijken die zich bezondigd hadden aan seksueel misbruik. Zij (de (aarts)bisschoppen en andere hoogwaardigheden binnen de Kerk) kunnen zich niet verbergen achter de claim dat zij zich er niet van bewust waren dat seksueel misbruik een misdrijf was: als Iers staatsburger hebben zij dezelfde plichten als elke andere burger om ernstige misdrijven waar zij weet van hebben bij de autoriteiten te melden.

### Beperking onderzoeksperiode
Vanaf 1940 tot 2004 hebben ongeveer 2800 priesters en andere geestelijken gewerkt in het aartsbisdom Dublin. Hoewel de commissie meldingen kreeg over ten minste 67 priesters vanaf 1940 heeft ze haar onderzoek beperkt tot de periode 1975-2004. Uiteindelijk werden 320 meldingen over misbruik door 46 priesters diepgaand onderzocht. Van deze 46 priesters hadden 11 priesters inmiddels bekend of waren veroordeeld voor misbruik, er was in een geval sprake van een duidelijke valse aangifte en ten aanzien van twee priesters waren er geen formele beschuldigingen, alleen sterke aanwijzingen dat ook zij zich schuldig hadden gemaakt aan misbruik.

## Rechtsbijstandverzekering
Hoewel er tegenover de commissie verklaard werd dat het aartsbisdom een leercurve doormaakte ten aanzien van het omgaan met seksueel misbruik van kinderen ontdekte ze dat het bisdom vanaf 1987 elk jaar een verzekering afsloot tegen de kosten van juridische procedures ten aanzien van zowel de kosten voor rechtsbijstand als eventuele veroordelingen om schadevergoeding te betalen. In paragraaf 1.21M staat o.a. gemeld dat de aartsbisschoppen Kevin McNamare, Dermot Ryan en John Charles McQuaid ten tijde van het afsluiten van de rechtsbijstandverzekering wetenschap hadden van aanklachten (van seksueel misbruik van kinderen) tegen ten minste 17 priesters. Het afsluiten van de verzekering toont aan dat zij zich ervan bewust waren dat deze aanklachten tot enorm hoge kosten van de Kerk zouden kunnen leiden.

## Onderzoek door politie en justitie
De Ierse politie (Garda) wordt in het rapport hevig bekritiseerd over de wijze waarop zij omgingen met aangiftes tegen priesters en Kerk. Volgens de directeur van een van de hulpgroepen van slachtoffers, Colm O'Gorman, zou diepgravend onderzocht moeten worden waarom de Garda een onderzoek dat vier jaar eerder begon nog niet tot resultaten hadden geleid
Daarnaast waren er ook veel klachten dat de openbare aanklager van het ministerie van Justitie er maar niet in lijkt te slagen om rechtszaken aan te spannen tegen geestelijken waartegen aangifte is gedaan en dat er sprake is van extreme vertragingen bij het aanspannen van rechtszaken.

## Publicatie van het rapport
Op 15 oktober 2009 besloot de High Court dat het rapport openbaar gemaakt kon worden met uitzondering van hoofdstuk 19 omdat dat informatie bevatte die betrekking had op drie lopende rechtszaken. De behandeling van de eerste van deze drie zaken werd verwacht in april 2010, en de High Court zou dan in mei 2010 haar beslissing om Hoofdstuk 19 (nog) niet te publiceren mogelijk herzien.
Op 19 november 2009 bepaalde de High Court dat een aangepaste versie van het rapport openbaar mocht worden gemaakt als de verwijzingen naar drie specifieke personen verwijderd zouden worden.

## Reacties
Kardinaal Desmond Connell, de enige nog levende aartsbisschop van de vier die genoemd worden in het rapport, heeft in het openbaar gezegd diepe spijt te hebben van zijn tekortkomingen waardoor slachtoffers meer geleden hebben dan dat nodig was geweest
Ook de Ierse politiecommissaris Fachtna Murphy bood zijn verontschuldigingen aan. Volgens hem ontvingen personen die hulp zochten bij de politie niet de aandacht en het respect waar ze recht op hadden. Murphy voegde toe dat hij deeply sorry was voor deze misstanden
De regering verklaarde, bij monde van Dermot Ahern, de minister van Justitie, dat alle daders vervolgd zouden worden, ook al had het misbruik al lang geleden plaatsgevonden.

## Aftredende bisschoppen
Commentaren in de Ierse kranten riepen op dat alle hoogwaardigheidsbekleders die direct of indirect hadden meegewerkt aan het in de doofpot stoppen van de misstanden zouden moeten aftreden. Een aantal geestelijken gaf - al dan niet onder hoge druk van de publieke opinie - gehoor aan deze oproep. In december 2009 boden vier geestelijken hun ontslag aan, maar enkele anderen weigerden ontslag te nemen en/of vonden dat zij correct hadden gehandeld. Zo verklaarde Martin Drennan, nu bisschop van Galway, Kilmacduagh en Kilfenora, in een reactie op oproepen om ontslag te nemen, dat hij correct gehandeld had.

## Internationale reacties
Overal in de wereld waren de uitkomsten van het Murphy-rapport groot nieuws, en in diverse landen leidde dit tot publicatie van schandalen in eigen land. In Nederland kwamen oproepen van hulpgroepen om misstanden alsnog te melden en dat leidde tot diverse onthullingen
De toenmalige nuntius in Ierland, aartsbisschop Giuseppe Leanza, gaf aan diep beschaamd te zijn over de uitkomsten en zegde al zijn medewerking toe aan komende gelijksoortige onderzoeken.